# …And the Gruesome Returns with Every Night
…And the Gruesome Returns with Every Night ist das Debütalbum der deutschen Band Eternity. Es wurde 2004 von Blut & Eisen Productions und W.T.C. Productions veröffentlicht.

## Entstehung
Ein Großteil der Texte wurde von Thorstein geschrieben, den zu Nuklearer Sturm schrieb Sebastian „D.M.Doom“ Schauseil von Absurd.
Jede Nacht… wurde im selben Jahr auch als musikalisch schnellere Version mit englischem Text (der auch im Beiheft des Albums neben der deutschen Version abgedruckt ist) und roherer Produktion unter dem Titel Each Night.... (Blitzkrieg Version) auf der Split-EP Black Metal Against the World veröffentlicht.

## Titelliste
1. Misanthropic Suicide – 6:24 (Text: Thorstein)
2. Raging – 4:05 (Text: Thorstein)
3. Jede Nacht… – 5:00 (Text: Thorstein)
4. In the Depths of Solitude – 3:21
5. Revelations of Darkness – 5:25 (Text: Zeaoth)
6. Verhöhnt – 8:32 (Text: Thorstein)
7. Grim Reapers Rapture – 5:13 (Text: Managarm)
8. Glorification of Evil – 5:37 (Text: Thorstein)
9. Nuklearer Sturm – 3:45 (Text: D.M.Doom)

## Gestaltung

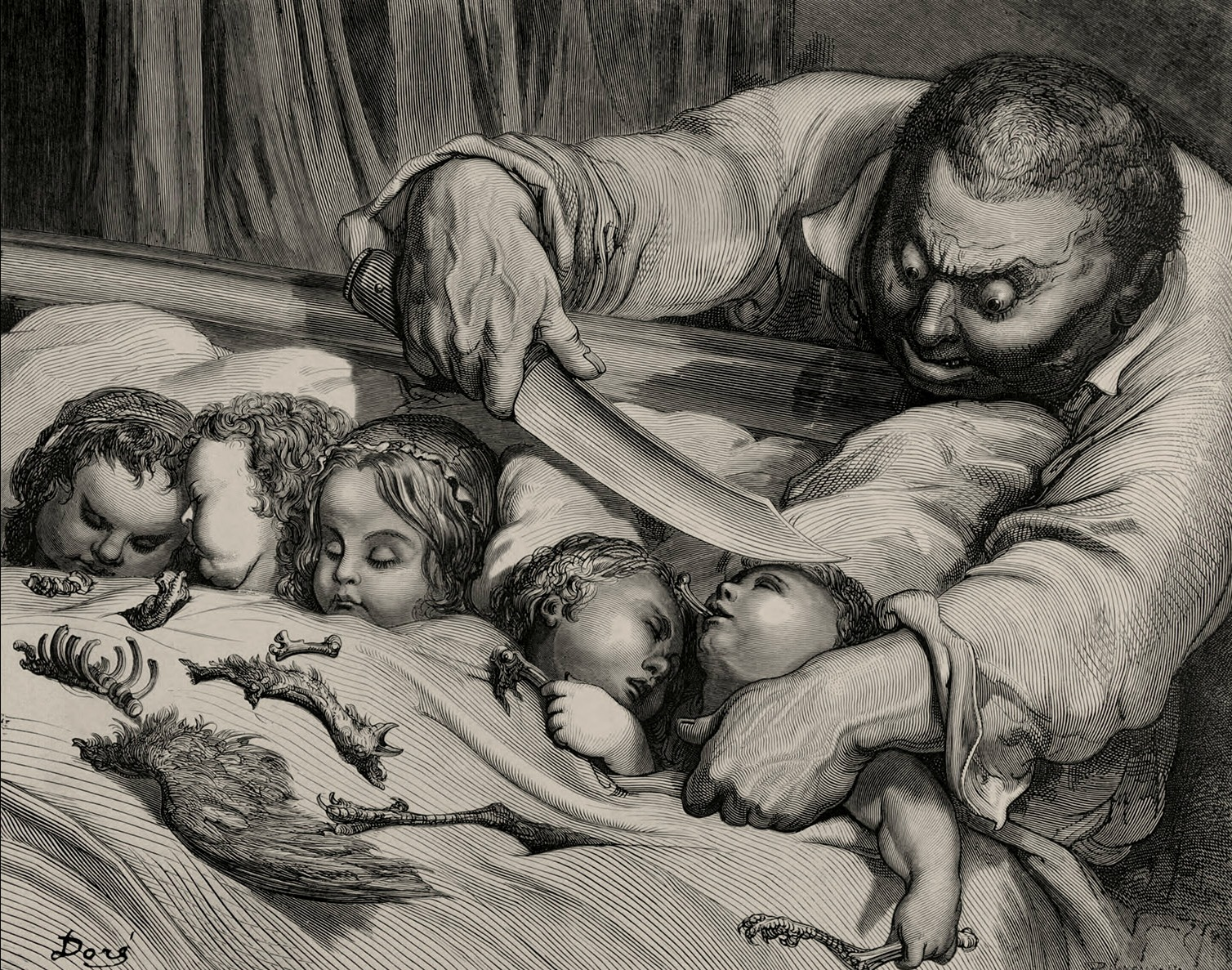
Gustave Dorés Darstellung eines Ogers, die auf der Plattenhülle zu sehen ist

Für die Plattenhülle wurde eine Illustration von Gustave Doré zu Charles Perraults Märchen Le Petit Poucet herangezogen, auf dem ein Oger mit einem Messer sich schlafenden Kindern nähert. Das Album ist außerdem mit einer Kriegsaufnahme, Holzschnitten, einer am Baum hängenden Leiche und Bildern der Musiker illustriert.

## Musikstil und Texte
Mac von The Metal Observer verglich den Stil mit Darkthrone mit leichtem Mayhem-Einfluss, allerdings habe Eternity „eine eigene Identität“. Die Gitarre erinnere ihn an Darkthrones Ravishing Grimness, der Einsatz zweier Gitarren an Mayhems frühe Werke. …And the Gruesome Returns with Every Night „ist zumeist schnell gespielt und straff aufgezogen“. Das oft nicht auf Blastbeats zurückgreifende Schlagzeugspiel wird laut Mac „vorbildlich oft durch donnernde Double Bass geprägt“. Beim Gesang handelt es sich um „traditionelle, gekrächzte Growls“.
Im Gegensatz zum Großteil des Materials ist Verhöhnt „in einer langsamen und schleppenden Rhythmik eingespielt“. Die Produktion ist „stark, ohne etwas Poliertes“, die Instrumente „sind gut ausgewogen dargestellt, selbst der Bass trägt vieles zur Musik bei“.
In den Liedtexten „geht es vornehmlich um den Tod der Menschheit, sei es aus persönlicher Sicht oder mit einer Menge an Cruise Missiles ausgelöst. Der Herr unter uns wird auch erwähnt, aber nicht übertrieben, und das oben drauf auf Englisch und Deutsch.“

## Rezeption
Mac bezeichnete die Musik als „top qualitativen, bösen Black Metal […]. Jeder Track ist gut gemacht und unterscheidet sich deutlich von den anderen.“ …And the Gruesome Returns with Every Night sei „ein eingängiges Album, das den Hörer fesselt und zu dem man gut headbangen kann“.
Aceust von Hateful Metal hingegen schrieb in seiner Rezension zum Album, es gebe „kaum markante und herausragende Merkmale“, die „schnell ins Auge stechen“. Die Band wirke „etwas platt“, und es bleibe „zumeist etwas nüchtern“. Es sei „ein eingängiges Album das die meiste Zeit in einem gleich bleibenden Ton an einem vorbeigeht“. Als Ausnahme lobte er Verhöhnt, „welches sich deutlich vom Rest abhebt“. Die langsameren Stücke seien die besseren auf dem Album und wirkten überzeugender, es stelle sich „viel leichter und schneller ein Hörgefühl ein, als bei den schnelleren und eingängigeren Stücken“. In der Rezension zum dritten Album Pestiferous Hymns – Rev. I-I-XXXIII schrieb er, das Debüt „gefiel mir zwar nicht vollständig, doch mochte ich schon damals die etwas merkwürdige und vor allem eigenständige Atmosphäre“. Pestiferous Hymns – Rev. I-I-XXXIII sei „sogar so gut, dass ich das Debütalbum nun mit anderen Augen sehe und einen besseren Zugang finde“.
2009 nahm das Magazin Rock Hard die Veröffentlichung in die Liste der „250 Black-Metal-Alben, die man kennen sollte“ auf.